# Mesoleptobasis cyanolineata
Mesoleptobasis cyanolineata là một loài chuồn chuồn kim trong họ Coenagrionidae.
Mesoleptobasis cyanolineata được miêu tả khoa học năm 1998 bởi Wasscher.